# Kyōka Hyaku monogatari

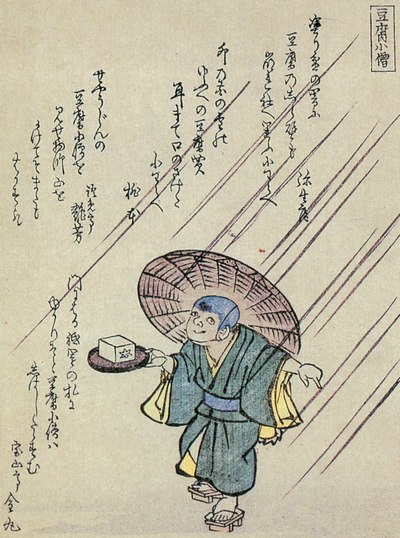
, extrait du Kyōka Hyaku monogatari.

Le Kyōka Hyaku monogatari (狂歌百物語) est un e-hon du genre kyōka publié en 1853 (ère Kaei 6). En tant que kyōka sur le thème des yōkai, il est édité par Rōjin Tenmei avec des illustrations de Ryūkansai (Masasumi Ryūkansaijin),.

## Sommaire
Le kyōka est une forme poétique extrêmement prospère au cours de l'ère Tenmei et beaucoup de e-hon kyōka illustrés en couleur sont publiés. Les yōkai sont appréciés en tant que sujets de kyōka et avec l'accent mis sur Ōta Nampo, poète kyōka bien connu et à l'imitation des techniques du jeu Hyakumonogatari Kaidankai, se tient une manifestation au cours de laquelle il récite des kyōka à propos d'une centaine d'espèces de yōkai. Dans l'intention de le refaire, il réunit les kyōka et le livre est composé des meilleurs de ces poèmes ,.
En tant que kyōka consacré à 96 yōkai, l'ouvrage contient un poème sur chaque yōkai avec des illustrations en couleurs ce qui en fait un livre de référence sur les yōkai. Les yōkai du livre sont des êtres humoristiques et leur existence est l'objet de moqueries, ce qui indique que les yōkai, autrefois personnages principaux des histoires de fantômes que l'on craignait ou appréhendait, sont devenus des personnages pour divertissement au milieu de l'époque d'Edo,.
Lafcadio Hearn a possédé le livre et 48 poèmes kyōka qu'il aimait particulièrement ont été traduits en anglais sous le titre Goblin Poetry. Plus tard, Yakumo lui-même a enrichi ces notes d'illustrations de yōkai et le résultat a été plus tard reproduit et publié sous le titre Yōma Shiwa (妖魔詩話).

## Source de la traduction
- (en) Cet article est partiellement ou en totalité issu de l’article de Wikipédia en anglais intitulé « Kyōka Hyaku Monogatari » (voir la liste des auteurs).